# Le Cauchemar écarlate
Le Cauchemar écarlate (The Crimson Horror) est le onzième épisode de la septième saison de la deuxième série de la série télévisée britannique de science-fiction Doctor Who, diffusé sur BBC One le 4 mai 2013.

## Accroche
Il se trame quelque chose d'horrible dans le Yorkshire Victorien, et des corps sont découverts, la peau cireuse, brillant d'un éclat rouge.

## Distribution
- Matt Smith - Le Docteur
- Jenna-Louise Coleman - Clara Oswald
- Diana Rigg - Mrs Winifred Gillyflower
- Rachael Stirling - Ada Gillyflower
- Catrin Stewart - Jenny Flint
- Dan Starkey - Strax
- Neve McIntosh - Madame Vastra
- Eve de Leon Allen - Angie
- Kassius Carey Johnson - Artie
- Brendan Patricks - Edmund & Mr Thursday
- Graham Turner - Amos
- Olivia Vinall - Effie
- Michelle Tate - Abigail
- Scott Stevenson - Dipper
- Jack Oliver Hudson - Thomas Thomas

### Version française
- Version française - Dubbing Brothers
- Adaptation - Chantal Bugalski
- Direction artistique - David Macaluso
- Mixage - Marc Lacroix

Avec les voix de
- Marielle Ostrowski - Clara
- Marc Weiss - Le Docteur
- Marie du Bled - Effie
- Cécile Florin - Vastra
- Renaud Cagna - Pilgrim
- Thierry Janssen - Amos
- Circé Lethem - Artie
- Frédéric Meaux - Monsieur Thursday
- Bernadette Mouzon - Ada
- Nicole Shirer - Madame Gillyflower
- Colette Sodoyez - Abigail
- Benoît van Dorslaer - Strax
- Gaëtan Wenders - Edmund
- Melissa Windal - Jenny

## Résumé
En 1893, la Silurienne Mme Vastra, son épouse humaine Jenny, et leur majordome Sontarien Strax enquêtent sur « le cauchemar écarlate », une forme de mort mystérieuse par laquelle les victimes se retrouvent avec la peau rouge cramoisi. Une superstition des gitans dit que la rétine conserve la dernière image vue par une personne qui meurt (« optogramme »), et les trois enquêteurs sont choqués de constater que la dernière victime avait vu le Docteur. Ils se rendent dans le Yorkshire, où Jenny s'infiltre à Sweetville, une communauté dirigée par Mme Gillyflower et M. Sweet, un personnage qui ne se montre jamais. Mme Gillyflower prêche l'Apocalypse à venir pour encourager les gens à la rejoindre. Elle a une fille, Ada, qui est aveugle parce qu'elle avait été battue par son défunt père, selon Mme Gillyflower.
Jenny découvre le Docteur, qui est enchaîné et présente une peau rouge et a un corps rigidifié, ne pouvant même plus fermer la bouche. Le Docteur entre dans une chambre d'inversion du processus, et explique à Jenny que lui et Clara étaient arrivés et ont découvert le mystère de "l'horreur cramoisie". Ils avaient rejoint Sweetville pour enquêter, mais n'ont appris que trop tard qu'ils devaient être conservés grâce à un trempage chimique pour survivre à l'Apocalypse. Le processus n'a pas fonctionné sur le Docteur, peut-être parce qu'il n'est pas humain, et il a été sauvé du rebut par Ada, qui l'appelle  affectueusement "mon monstre". Le Docteur retrouve Clara et inverse le processus sur elle aussi. Pendant ce temps, Vastra découvre que le processus de conservation de Sweetville utilise le venin d'une sangsue rouge préhistorique. Le Docteur et Clara affrontent Mme Gillyflower, qui révèle qu'elle projette de lancer une fusée afin de répandre le venin partout dans le ciel et exterminer l'humanité. "M. Sweet" s'avère alors être une sangsue rouge qui a formé une relation symbiotique avec Mme Gillyflower. Le Docteur reproche à Mme Gillyflower d'avoir fait des expériences sur Ada afin de mettre au point la bonne formule de préservation. Ada, entendant cela, s'avance vers sa mère avec colère, mais Mme Gillyflower lui met un pistolet sur la tempe et entraîne Ada vers le silo de la fusée, qui a été camouflé pour ressembler à une cheminée.
Mme Gillyflower lance la fusée, mais Vastra et Jenny apparaissent avec la bonbonne de poison qu'ils ont retirée du lanceur. Mme Gillyflower tire sur le Docteur, mais Strax est posté en haut de la cheminée et tire sur elle, la faisant chuter dans l'escalier. Alors qu'elle meurt, M. Sweet l'abandonne. Pleine de haine, Ada écrase la créature avec sa canne d'aveugle. Le Docteur et Clara disent au revoir ; Ada dit qu'elle a hâte de trouver de nouvelles opportunités dans la vie. Vastra et Jenny se posent des questions sur Clara, car ils avaient déjà rencontré sa version victorienne dans "La Dame de glace", et qu'elle était alors morte. Cependant, le Docteur ne veut pas fournir d'explication.
Le Docteur ramène Clara dans la maison où elle garde les enfants (Enfermés dans la toile). Alors qu'elle jette un coup d'œil sur l'ordinateur, elle aperçoit des photos d'elle en compagnie du Docteur datant de différentes époques passées (Destruction mutuelle assurée, Le cauchemar écarlate...). Les enfants arrivent et parviennent à lui faire avouer qu'il s'agit bien d'elle. Ils menacent de révéler à leur père la capacité de Clara à voyager dans le temps et l'espace si elle ne les emmène pas avec elle.

## Continuité
- Strax, Jenny et Mme Vastra continuent de vivre leur aventure en tant que détectives au XIXe siècle après « La Dame de glace ».
- Le Docteur explique à Clara qu'il lui a fallu plusieurs mois pour amener une Australienne à l'aéroport d'Heathrow. Il parle du personnage de Tegan Jovanka qui accompagna le 4e et le 5e Docteur. Cette référence est perdue dans la version française où Australian a été traduit par Australien.